# Галле, Жак Франсуа
Жа́к Франсуа́ Галле́ (в старых источниках Галлэ, фр. Jacques François Gallay; 8 декабря 1795, Перпиньян — 18 октября 1864, Париж) — французский валторнист, композитор и педагог, виртуоз игры на натуральной валторне.

## Биография
Начал заниматься на валторне достаточно поздно, однако очень быстро достиг больших успехов в игре на этом инструменте. Его педагогом в Парижской консерватории был Луи Франсуа Допра. Окончив обучение в консерватории, он играл в различных парижских оркестрах, в том числе в оркестрах Королевской придворной капеллы, Парижской оперы и Итальянского театра. В 1833 г. он унаследовал у Допра класс натуральной валторны в Парижской консерватории и руководил им до конца жизни; среди учеников Галле, в частности, Эжен Леон Вивье.
Творческое наследие Галле весьма обширно. Наряду с дидактическими материалами, такими как «Школа игры на валторне» и несколько сборников этюдов, его перу принадлежат также 2 концерта для валторны, а также ряд других произведений для валторны с оркестром. Этюды Галле неоднократно переиздавались в разных странах и по сей день широко используются при обучении игре на валторне в музыкальных школах и консерваториях Европы и Америки. В том числе существует и российское издание под редакцией Виталия Буяновского.

## Список сочинений
- Концерт для валторны с оркестром No.1
- Концерт для валторны с оркестром No.2
- Фантазия для валторны и фортепиано, соч. 26
- 12 больших каприсов для валторны, соч. 32
- 40 прелюдий для валторны соло, соч. 27
- 12 дуэтов для двух валторн, соч. 2
- Легкие дуэты для двух валторн, соч. 41
- 14 дуэтов для двух валторн
- Большой квартет для четырёх валторн, соч. 26
- 12 больших блестящих этюдов для валторны, соч. 43
- 12 этюдов для второй (низкой) валторны, соч. 57